# Eri Kitamura
Eri Kitamura (jap. 喜多村 英梨 Kitamura Eri; ur. 16 sierpnia 1987) – japońska aktorka głosowa i piosenkarka. Znana jest z wielu głównych ról żeńskich w serialach anime, takich jak Blood+, Toradora!, Angel Beats! i Puella Magi Madoka Magica. Jej głos został użyty w syntezatorze śpiewu Vocaloid CUL-REBIRTH.

## Role
Na podstawie informacji Anime News Network.

### Telewizyjne seriale anime
2003
- Last Exile (Tatiana Wisla)

2004
- Mermaid Melody Pichi Pichi Pitch Pure (Seira)

2005
- Blood+ (Saya Otonashi)

2006
- Le Chevalier D'Eon (Anna Rochefort)
- Night Head Genesis (Yoshimi Taniguchi)
- Simoun (Amuria)

2007
- Idolmaster: Xenoglossia (Makoto Kikuchi)
- Ikki Tousen (Kakouen Myousai)
- Jigoku Shōjo: Futakomori (Juri Moriuchi)
- Kaze no Stigma (Michael Harley)
- Kodomo no Jikan (Rin Kokonoe)
- Minami-ke (Yuka Uchida)
- Potemayo (Sunao Moriyama)
- Seto no Hanayome (Akeno Shiranui)
- Tōka Gettan (Makoto Inukai)
- Toward the Terra (Tony (young))
- You’re Under Arrest! (Yukari)

2008
- Amatsuki (Yakou)
- Blassreiter (Lene Clavier)
- Chaos;Head (Rimi Sakihata)
- Ga-rei -Zero- (Natsuki Kasuga)
- Ikki Tousen: Great Guardians (Kakouen Myousai)
- Jigoku Shōjo: Mitsuganae (Nishino Chizuru)
- Junjo Romantica: Pure Romance (Kamijo Hiroki (young))
- Kemeko Deluxe! (Sanpeita Kobayashi)
- Kyōran Kazoku Nikki (Akeru Nishikura)
- Minami-ke: Okawari (Yuka Uchida)
- Nogizaka Haruka no Himitsu (Ryōko Sawamura)
- Noramimi (Cinnamon)
- Persona: Trinity Soul (Takurō Sakakiba’s father)
- Shigofumi: Letters from the Departed (Ran Yahiro)
- Toradora! (Ami Kawashima)
- Vampire Knight (Rima Tōya)
- Vampire Knight Guilty (Rima Tōya)
- Yattaman (2008) (Horita)

2009
- Asura Cryin’ (Rikka Kurasawa)
- Asura Cryin’ 2 (Rikka Kurasawa)
- Bakemonogatari (Karen Araragi)[3]
- Fairy Tail (Cana Alberona, Aquarius, Gray Fullbuster (jako dziecko))
- Fresh Pretty Cure! (Miki Aono/Cure Berry)
- Kanamemo (Hinata Azuma)
- Kurokami: The Animation (Kakuma)
- Minami-ke: Okaeri (Yuka Uchida)
- NEEDLESS (Eve Neuschwanstein)
- Nogizaka Haruka no Himitsu: Purezza (Ryōko Sawamura)
- Sora Kake Girl (Lily)
- Umineko no naku koro ni (Chiester 410)
- Taishō Baseball Girls (Shizuka Tsukubae)
- Tegami Bachi (Ann)
- Tokyo Magnitude 8.0 (Mayu)
- Yumeiro Patissiere (Mari Tennōji, Honey)

2010
- Angel Beats! (Yui)
- Dance in the Vampire Bund (Nelly)
- Highschool of the Dead (Saya Takagi)
- Kuragehime (Sara)
- Nurarihyon no Mago (Gyuki (7-year-old))
- Queen’s Blade: The Exiled Virgin (Alleyne)
- Queen’s Blade 2: The Evil Eye (Alleyne)
- So Ra No Wo To (Kureha Suminoya)
- Shiki (Yoshie Kurahashi)
- Tatakau Shisho: The Book of Bantorra (Hamyuts Meseta (young))
- Working!! (Yachiyo Todoroki)
- Yumeiro Patissiere SP Professional (Mari Tennōji, Honey)

2011
- 30-sai no Hoken Taiiku (Pī-chan, Kū-chan)
- Ao no Exorcist (Izumo Kamiki)
- C³ (Kirika Ueno)
- Freezing (Ganessa Roland)
- Mayo Chiki! (Kanade Suzutsuki)
- Nurarihyon no Mago: Sennen Makyo (Rikuo Nura (child))
- Oniichan no Koto Nanka Zenzen Suki Janain Dakara ne!! (Nao Takanashi)
- Puella Magi Madoka Magica (Sayaka Miki)
- Softenni (Kotone Sawanatsu)
- Last Exile: Fam, The Silver Wing (Tatiana Wisla)
- Rio: Rainbow Gate! (Misery)
- Sket Dance (Quecchon)
- Working’!! (Yachiyo Todoroki)

2012
- Black Rock Shooter (Kagari Izuriha)
- Campione! (Liliana Kranjčar)
- Danball Senki W (Jessica Kaios)
- Girls und Panzer (Darjeeling, Tsuchiya)
- Haiyore! Nyaruko-san (Mahiro Yasaka)[4]
- Nekomonogatari (Kuro) (Karen Araragi)[3]
- Nisemonogatari (Karen Araragi)[3]
- Oniichan dakedo Ai sae Areba Kankeinai yo ne! (Arashi Nikaidō)
- Papa no Iukoto wo Kikinasai! (Miu Takanashi)
- Pocket Monsters: Best Wishes! (Homika)
- Tasogare Otome x Amnesia (Kirie Kanoe)

2013
- Gen'ei o Kakeru Taiyō (Seira Hoshikawa)
- Haiyore! Nyaruko-san W (Mahiro Yasaka)[4]
- Sunday Without God (Dee Ensy Stratmitos)[5]
- Karneval (Kiichi)
- Mangirl! (Hikari Ayano)
- Minami-ke: Tadaima (Yuka Uchida)
- Monogatari Series 2nd Season (Karen Araragi)[3]
- Senran Kagura (Homura)
- Zettai Bōei Leviathan (Bahamut)[6]
- Tokyo Ravens (Kyōko Kurahashi)

2014
- Knights of Sidonia (siostry Honoka)
- Hamatora (Honey)
- Fairy Tail (Cana Alberona)
- Broken Blade (Leto)
- Hōzuki no reitetsu (Okō)
- Re:_Hamatora (Honey)
- Cross Ange (Salia)
- Tokyo ESP (Natsuki Kasuga)
- Shingeki no Bahamut Genesis (Cerberus)

2015
- Yamada-kun to 7-nin no majo (Nene Odagiri)
- Yoru no Yatterman (Doronjo)
- Magical Girl Lyrical Nanoha ViVid (Rio Wesley)

2018
- Kishuku gakkō no Juliet (Somali Longhaired)[7]

### OVA
- Aruvu Rezuru: Kikaijikake no Yōseitachi (Shiki Mikage)
- Durarara!! (Mairu Orihara)
- Fairy Tail: Welcome to Fairy Hills!! (Cana Alberona, Aquarius)
- ICE (anime) (Mint)
- Koharu Biyori (Yui)
- My-Otome 0~S.ifr~ (Sister Hermana Shion)
- Princess Resurrection (Riza Wildman)
- Corpse Party: Missing Footage (Yuka Mochida)
- Corpse Party: Tortured Souls - Bougyakusareta Tamashii no Jukyou (Yuka Mochida)

### Filmy
- Ao no Exorcist the Movie (Izumo Kamiki)
- Break Blade (Leto)
- Fairy Tail the Movie: The Phoenix Priestess (Cana Alberona, Aquarius)
- Pretty Cure All Stars (Miki Aono/Cure Berry)
- Fresh Pretty Cure! The Toy Kingdom has Many Secrets!? (Miki Aono/Cure Berry)
- Puella Magi Madoka Magica – trylogia filmowa (Sayaka Miki)

### Gry komputerowe
- Ar tonelico III (Finnel)
- Atelier Rorona: The Alchemist of Arland (Cordelia von Feuerbach)
- Atelier Totori: The Adventurer of Arland (Cordelia von Feuerbach)
- Chaos;Head (Rimi Sakihata)
- Chaos;Head Love Chu Chu! (Rimi Sakihata)
- Corpse Party BloodCovered: ...Repeated Fear (Yuka Mochida)
- Corpse Party: Book of Shadows (Yuka Mochida)
- Corpse Party 2U (Yuka Mochida)
- Dengeki Gakuen RPG: Cross of Venus (Kizuna Kasugai)
- Disgaea 4: A Promise Unforgotten (Vulcanus)
- Do-Don-Pachi Saidaioujou (Type-B Hikari)
- Dream Club (Mio)
- Heroes Phantasia (Saya Otonashi)
- Hyperdimension Neptunia Mk2 (Uni)
- Hyperdimension Neptunia Victory (Uni)
- Koumajou Densetsu II: Stranger’s Requiem (Remilia Scarlet, Sunny Milk)
- Lollipop Chainsaw (Juliet Starling)
- Luminous Arc 3 (Yuu)
- Lux-Pain (Nöla Döbereiner)
- Misshitsu no Sacrifice (Asuna)
- No More Heroes: Heroes’ Paradise (Shinobu)
- New Class of Heroes: Chrono Academy (Abner)
- Phantasy Star Online 2 (Kuna)
- Project X Zone (Juri Han)
- Puella Magi Madoka Magica Portable (Sayaka Miki)
- Rewrite (Akane Senri)
- Rune Factory 3 (Chocolat)
- Senran Kagura (Homura)
- Senran Kagura Burst (Homura)
- Senran Kagura SHINOVI VERSUS (Homura)
- Shinkyoku Soukai Polyphonica (Snow Drop)
- Street Fighter X Tekken (Juri Han)
- Super Street Fighter IV (Juri Han)
- Tatsunoko vs. Capcom: Cross Generation of Heroes/Ultimate All Stars (Gan-chan)
- Tales of Phantasia: Narikiri Dungeon X (Rondoline E. Effenberg)
- Toki to Towa (Towa)
- Tokyo Babel (Samuel)
- Toradora! Portable (Ami Kawashima)
- Valkyria Chronicles II (Cosette Coalhearth)

### Dramy CD
- Karneval (Kiichi)
- Oresama Teacher (Mafuyu Kurosaki)
- Ys II (Lilia)

## Dyskografia

### Single
- „Before the Moment” – 21 kwietnia 2004
- „Tsuyogari” (jap. つよがり) – 8 sierpnia 2008
- „Realize” – 23 lipca 2008
- „Guilty Future” – 21 stycznia 2009
- „Be Starters!” – 10 sierpnia 2011
- „Shirushi” (jap. 紋) – 9 listopada 2011
- „Happy Girl” – 8 lutego 2012
- „Destiny” – 7 listopada 2012
- „Miracle Gliders” – 9 stycznia 2013
- „Birth” – 7 sierpnia 2013[8]

### Albumy
- „Re;Story” – 25 lipca 2012